# 奧古斯塔鎮區 (巴特勒縣)
奧古斯塔鎮區（英語：Augusta Township）為位在美國堪薩斯州巴特勒縣的鎮區。2010年美国人口普查中該鎮區人口有1,371人。

## 歷史
奧古斯塔鎮區於1870年設立。該鎮區名稱以時任郵政局長的妻子奧古斯塔（Augusta）命名。

## 地理
奧古斯塔鎮區涵蓋面積84.25平方（32.53平方英里），境內擁有一座城鎮：奧古斯塔。

### 墓園
根據美國地質調查局的資料，此鎮區僅有1座墓園：
- 各各他墓園（Calvary Cemetery）

### 溪流
通過此鎮區的溪流有：
- 埃爾姆溪（Elm Creek）
- 懷特沃特溪（Whitewater Creek）

### 機場
- 奧古斯塔機場（Augusta Airport）
- 奧古斯塔市立機場（英语：Augusta Municipal Airport）
- 希爾斯機場公園（Sills Air Park）

## 人口統計
根據2010年美國人口普查，奧古斯塔鎮區人口有1,371人，人口密度為16.48人/平方公里。種族方面，95.99%為白人；0.44%為非裔美洲人；1.24%為美洲原住民；0.36%為亞洲人；0%為太平洋島民；0.8%為其他種族；另外有1.17%為兩個或以上的種族。而西班牙裔美國人或拉丁美洲人佔該鎮區人口的2.33%。

## 外部連結
- City-Data.com （页面存档备份，存于）